# Huerta de la Salud
Huerta de la Salud es un barrio de Sevilla (España), que pertenece al distrito Sur. Está situado en la zona noroeste del distrito. Limita al norte con los barrios de San Bernardo y La Buhaira; al este, con el barrio de Giralda Sur; al sur, con el barrio de El Porvenir; y al oeste, con el barrio de El Prado-Parque de María Luisa.